# Partikelaccelerator
En partikelaccelerator er et apparat til at accelerere ladede partikler op til en høj hastighed.

## Anvendelser
Acceleratorer anvendes i stor udstrækning til eksperimentel grundforskning i fysik, men de anvendes også til medicinsk behandling til blandt andet strålebehandling af kræft eller til fremstilling af isotoper til PET-skanning.
Ved anvendelse til medicinsk behandling udsender acceleratoren stråler i form af elektroner eller fotoner som begge kan anvendes til behandling af kræft.
| Fysik | Spire Denne artikel om fysik er en spire som bør udbygges. Du er velkommen til at hjælpe Wikipedia ved at udvide den. |